# 楊穎 (作家)
楊穎，原名陳穎揚，是香港一名男性推理小說作家，曾就讀於香港東華三院陳兆民中學及下葵涌官立中學，其後進入青衣科技學院（香港專業教育學院前身）修讀產品設計，2003年把《學園炸彈殺人事件》寄到博益出版社自薦，開始寫作生涯。

## 作品列表
以下作品由博益出版社旗下之一本堂出版社所出版：
《偵探班優生》系列
1. 學園炸彈殺人事件
2. 三色羽毛殺人事件
3. 神秘短訊綁架事件
4. 怪俠消失身分之謎
5. 死亡習作奪命事件
6. 追兇十年劫殺事件
7. 奇廟寶藏殺人之謎
8. 匙孔裡的殺人密室
9. 古宅連環縱火案
10. 網絡裡的殺人巷
11. 世紀海盜寶藏傳說
12. 炸彈襲擊暗號之謎

《異能偵探》系列
1. 瞬間殺手-01
2. 不死復仇者-02

以下作品由高峰出版社出版：
合著作品：一本博益
以下作品由天苑文化出版社出版：
《異能偵探》系列
1. 騷靈啞女-03
2. 野獸之影-04
3. 元素遊戲-05

以下作品由一漫年出版有限公司出版︰
《迷你外星貓》系列
1. 從天而降的貓-01
2. 回收店驚魂-02

## 外部連結
- 穎．Blog.   註: yahoo!blog己被刪除  （页面存档备份，存于）